# أوفه هونميير
أوفه هونميير (بالألمانية: Uwe Hünemeier)‏ (مواليد 9 يناير 1986 في ريتبيرغ - ألمانيا الغربية) لاعب كرة قدم ألماني يلعب حاليا لصالح نادي الدرجة الأولى بروسيا دورتموند الألماني منذ 2000 في مركز قلب الدفاع .

## روابط خارجية
- أوفه هونميير على موقع قاعدة بيانات كرة القدم.إي يو (الإنجليزية)
- أوفه هونميير على موقع بيانات كرة القدم. دي إي (الألمانية)
- أوفه هونميير على موقع Soccerbase.com (لاعب) (الإنجليزية)
- أوفه هونميير على موقع Soccerway.com (الإنجليزية)
- أوفه هونميير على موقع عالم كرة القدم.نت (الإنجليزية)
- أوفه هونميير على موقع AS.com (الإسبانية)